# Moritz Hartmann
Moritz Hartmann, född 15 oktober 1821 i Böhmen, död 13 maj 1872 i Oberdöbling vid Wien, var en österrikisk skriftställare. Han var far till historikern och politikern Ludo Moritz Hartmann. 
Hartmann, som var av judisk släkt, utgav 1845 sin första diktsamling Kelch und Schwert (tredje upplagan 1851), vilken strax gav honom rang som politisk lyriker. År 1848 ställde han sig i spetsen för det tyska partiet i sitt hemland och blev vald till deputerad vid Frankfurtparlamentet. I oktober samma år begav han sig till Wien, där han deltog i oroligheterna, och var även delaktig i upproret i Baden, efter vars olyckliga utgång han begav sig på resor. Under Krimkriget var han krigskorrespondent för "Kölnische Zeitung". År 1860 slog han sig ned i Genève, flyttade 1863 till Stuttgart som redaktör för "Freya" och 1868 till Wien, där han övertog redaktionen av följetongen i "Neue Freie Presse". 
Bland Hartmanns arbeten märks de i Heinrich Heines maner hållna Reimchronik des Pfaffen Maurilius (1894), Adam und Eva (1851; ny upplaga 1866), ett idylliskt epos, Tagebuch aus der Provence und Languedoc (1852), rikt på fina iakttagelser och målande skildringar, Erzählungen eines Unsteten (1858), novellerna Von Frühling zu Frühling (1860), Novellen (1863) och Nach der Natur (1866). Av dikterna är de politiskt färgade, såsom Neuere Gedichte (1847) och Zeitlosen (1859), värdefullast. Hans samlade skrifter utgavs i tio band 1873-74.